# Рихеза Сілезька
Рихеза Сілезька (Richeza of Silesia; 1130/1140 — 16 червня 1185) — польська принцеса, донька короля Польщі Владислава II Вигнанця і Агнеси Бабенберзької, доньки маркграфа Австрійського Леопольда III.
Була дружиною імператора Іспанії, короля Кастилії і Леона Альфонсо VII, пізніше дружиною графа Провансу Раймунда Беренгер II.
Правнучка Великого князя Київського Святополка Ізяславича. По батьківській лінії була нащадком Великих князів Київських Володимира Святого та Ярослава Мудрого.

## Біографія
Донька великого князя Польщі Владислава II та Агнеси Бабенберзької. Дитячі роки провела в Польщі; 1146 року разом з батьками вимушена була виїхати у Священну Римську імперію.
Згідно з літописцем Вінцентом Кадлубеком, протистояння між князями Польщі відбувалося через позицію дружини Владислава II, Аґнеси Бабенберг, яка вважала, що її чоловік, як старший син, є єдиним законним правителем усієї країни. З другого боку, Соломія Берзька, вдова Болеслава III і мачуха Владислава II, намагалася створити союзи з іноземними правителями, щоб забезпечити правління своїх синів, молодших князів. Вона побоювалася, що вони будуть відсторонені від своїх посад, щоб звільнити місце для синів Владислава II: Болеслава І та його братів Мешка і Конрада.
1151 року вийшла заміж за імператора Іспанії, короля Кастилії і Леона Альфонса VII, мала від нього двох дітей. 21 серпня 1157 р. її перший чоловік помер.
1159 р. Рихеза поїхала в Арагон, до батьків нареченого своєї маленької дочки Санчі, а потім в Турин, до двоюрідного брата по матері, імператора Фрідріха Барбаросси.
1161 р до імператора приїхав граф Прованський Раймон-Беренгер II зі своїм дядьком, графом Барселонським Рамоном- Беренгером IV, щоб імператор як сюзерен Провансу підтвердив його права. Фрідріх був зацікавлений в зміцненні впливу імперії в Провансі; зі свого боку і граф Прованський потребував сильного союзника, оскільки на його трон постійно претендував могутній місцевий рід князів Бо. Як зміцнення цього союзу, Рихеза вступила в шлюб з графом Провансу. Від другого шлюбу народилася єдина донька, яка успадкувала володіння батька як графиня Провансу Дульсе II. Раймунд Беренгер II загинув при облозі Ніцци навесні 1166 року.
Подальша доля невідома.

## Родина
1 Чоловік — Альфонсо VII, імператор Іспанії, король Кастилії і Леона .
Діти:
- Фердинанд (1153—1157)
- Санча (1155—1208), дружина Альфонсо II, короля Арагона.

2 Чоловік — Раймон-Беренгер II, граф Провансу
Діти:
- Дульса (бл. 1163—1172), успадкувала володіння батька як графиня Прованська Дульса II.

## Генеалогія
Рихеза веде свій родовід, в тому числі, й від Великих князів Київських Ярослава Мудрого та Володимира Мономаха.